# 東洋大学附属姫路中学校・高等学校
東洋大学附属姫路中学校・高等学校（とうようだいがくふぞくひめじちゅうがっこう・こうとうがっこう）は、兵庫県姫路市書写に所在し、中高一貫教育を提供する私立中学校・高等学校。高等学校において、中学校から入学した内部進学の生徒と高等学校から進学した外部進学の生徒との間で、別々のクラスを編成する併設別クラス型中高一貫校。略称は「東洋大姫路」、「東洋」。

## 概要

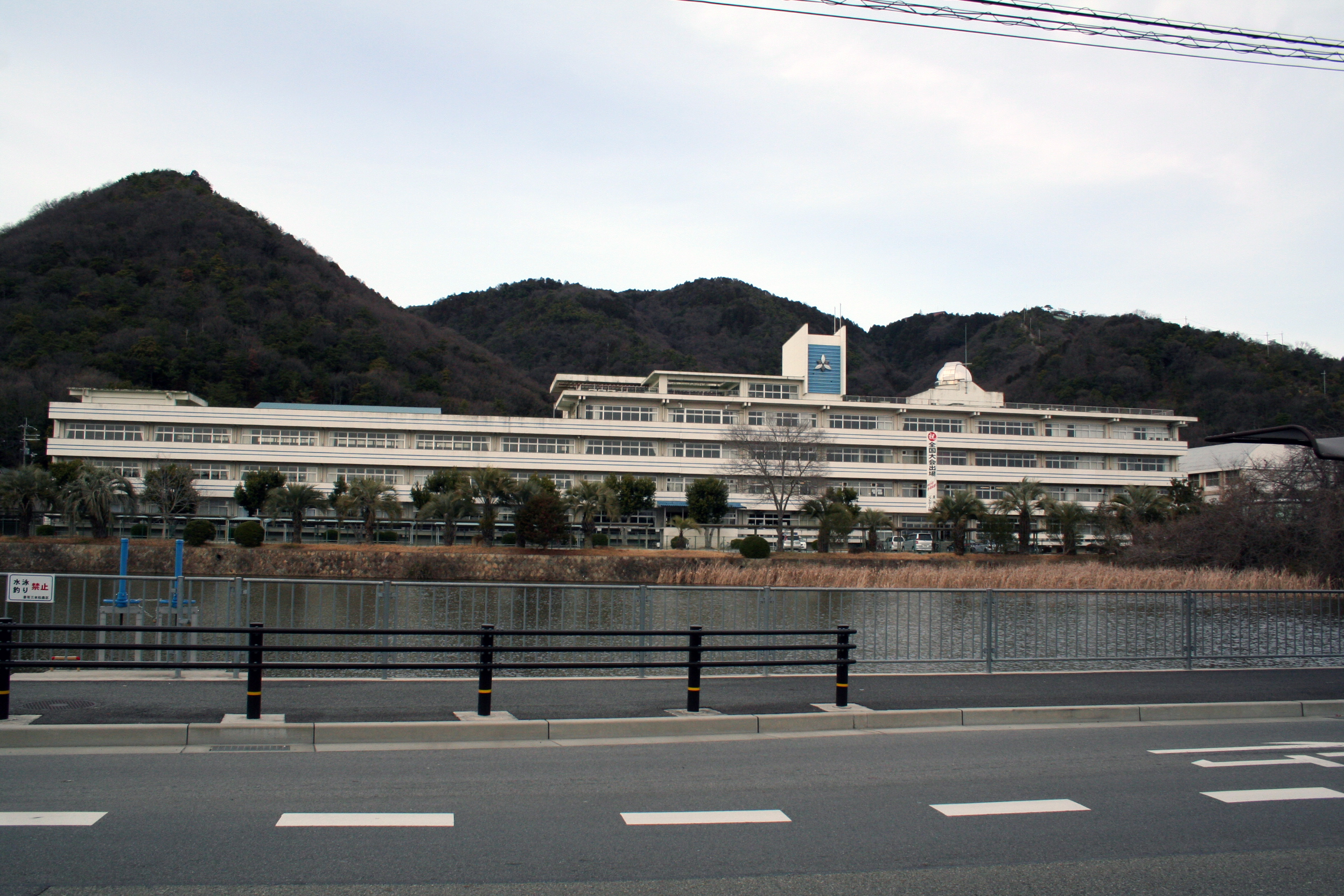
旧校舎

学校法人東洋大学に3校ある附属学校（姫路・牛久・京北）の内の1校である。
西の比叡山とも呼ばれる書写山の麓に位置し、広大な敷地と情報教育棟を始めとする教育施設を誇り、約1300人の生徒を抱える兵庫県下でも屈指の規模の巨大な学校である。校地の近くには甲子園球場と同じ敷地面積の野球グラウンドや県下一の13人立ちの弓道場を有している。
普通科の中に中高一貫用のコースのほか、Sコース（国公立大学進学）とTコース（進学・就職）が設置されている。2年次から文系と理系に分かれる。東洋大学への推薦制度がある。
甲子園での優勝経験を持つ野球部以外にも弓道・剣道・卓球など全国レベルの部活動が多い。文化部では写真部が全国レベル。

## 中高一貫制の教育区分
東洋大学附属姫路中学校・高等学校では、前期2年間の基礎・基本（中学校の第1学年及び第2学年）、中期3年間の錬成（中学校第3学年並びに高等学校の第1学年及び第2学年）、後期1年間の充実（高等学校第3学年）に区分する「2-3-1」制を採用し、高等学校第2学年までに高等学校の全課程の学習内容を終了する。

## 沿革
- 1962年5月 - 学校法人東洋大学が兵庫県へ東洋大学附属姫路高等学校設置認可申請
- 1962年9月 - 校舎起工式典（26日）
- 1963年
  - 1月 - 東洋大学附属姫路高等学校設置認可
  - 3月 - 第1期校舎竣工
  - 4月 - 東洋大学附属姫路高等学校開校（605名）入学
- 1964年3月 - 第2期校舎竣工
- 1965年
  - 1月 - 講堂兼第1体育館竣工
  - 3月 - 第3期校舎竣工
  - 11月 - 体育部室竣工
- 1967年12月 - 食堂・図書館竣工
- 1975年2月 - 第2体育館（柔剣道場及び球技場）・弓道場竣工
- 1986年3月 - 第2グラウンド用地粗造成、買収完了
- 1987年6月 - 第2グラウンド（野球場）竣工
- 1988年6月 - 第1グラウンド拡張竣工
- 1989年4月 - 男女共学制実施、第2校舎竣工
- 1992年6月 - 合宿所・クラブハウス竣工
- 1993年
  - 3月 - 創立30周年記念庭園竣工（寄贈　育友会・東洋会）
  - 9月 - OA教室・第2校舎渡廊下竣工
- 1994年
  - 3月 - 野球部クラブハウス竣工
  - 8月 - 第1校舎内装竣工
- 1995年8月 - 第2校舎空調設備竣工
- 1996年8月 - 第1校舎空調設備1期工事竣工
- 1997年4月 - 創立35周年記念モニュメント設置（寄贈　育友会・東洋会）
- 1997年8月 - 第1校舎空調設備2期工事竣工
- 1998年9月 - 第1体育館改修第1期工事（外装）竣工
- 1999年10月 - 第1体育館改修第2期工事（内装）竣工
- 2002年3月 - 情報教育棟竣工
- 2004年10月 - ブライトン校（オーストラリア・アデレード市）と姉妹校提携
- 2007年10月 - 新食堂棟竣工
- 2009年3月 - 守衛所竣工
- 2011年4月 - スーパー特進コース開設
- 2013年12月17日 - 兵庫県私立学校審議会が東洋大学附属姫路中学校の設置認可を相当と答申[5]
- 2014年
  - 1月31日 - 兵庫県知事により、東洋大学附属姫路中学校設置が認可される[6]
  - 4月1日 - 東洋大学附属姫路中学校開校[7]
  - 10月 - 50周年記念校舎竣工[8]
- 2020年10月 - 第3校舎完成
- 2022年4月 - 中学校にコース制定（一貫SPコース、一貫SAコース）。高等学校のコース制改編（Sコース、Tコース）

## 校訓
- 自立
- 友情
- 英知

## 部活動
中学
- テニス部
- ダンス部
- 卓球部
- 陸上部
- バドミントン部
- 柔道部
- 剣道部
- 空手部
- 吹奏楽部
- 書道部
- コンピューター部
- 囲碁将棋部
- 茶華道部
- 科学部
- 新聞部
- ESS部

高校
- テニス部
- ダンス部
- 卓球部
- 陸上部
- バドミントン部
- 柔道部
- 剣道部
- 空手部
- サッカー部
- バスケットボール部
- 弓道部
- 応援指導部
- 吹奏楽部
- 書道部
- コンピューター部
- 囲碁将棋部
- 茶華道部
- 科学部
- 新聞部
- ESS部
- 放送部
- 写真部
- 美術部
- 軽音楽部
- 地域活性部

- 硬式野球部
  - 選抜高等学校野球大会 - 出場8回、優勝：0回、ベスト4：4回（1977年、1979年、2003年、2008年）
  - 全国高等学校野球選手権大会 - 出場12回、優勝：1回（1977年）、ベスト4：1回（1982年）

･女子バレー部

## 著名な出身者
野球
- 松葉貴大
- 松本正志
- 宮本賢治
- 山川猛
- 弓岡敬二郎
- 乾真大
- 岡田龍生（同校監督）
- 甲斐野央
- グエン・トラン・フォク・アン
- 豊田次郎
- 長谷川滋利
- 葉室太郎
- 林﨑遼
- 原樹理
- 嶋尾康史
- 岩田幸宏
- 藤田明彦（同校元監督）

芸能界
- 天田益男（俳優、声優）
- 小原ブラス（タレント）
- 安原義人（俳優、声優）

その他
- 大谷信盛（政治家）
- 田中悠太（バスケットボール）
- 平石武則（プロゴルファー）
- 星野ルネ（漫画家）
- 満田美紀（ボクサー）
- 森本深月（テレビ山口アナウンサー）